# دوغلاس كيل
دوغلاس كيل (بالإنجليزية: Douglas Kell)‏ هو عالم كيمياء حيوية بريطاني، ولد في 7 أبريل 1953.